# Keith Flint
Pour les articles homonymes, voir Flint.
Keith Charles Flint, né le 17 septembre 1969 dans le quartier londonien de Redbridge (Angleterre), et mort le 4 mars 2019, à Great Dunmow (comté de l'Essex), est un danseur, chanteur et musicien britannique. Il s'est fait connaître en tant que membre du groupe anglais de musique électronique The Prodigy.

## Biographie

### Jeunesse
Keith Flint est né à Londres mais a grandi dans l'Essex, dans la ville de Braintree, fils de Clive et Yvonne Flint. Il y fréquente la Alec Hunter High School, et étudie plus tard à la célèbre Boswells School of Performing Arts.

### Carrière

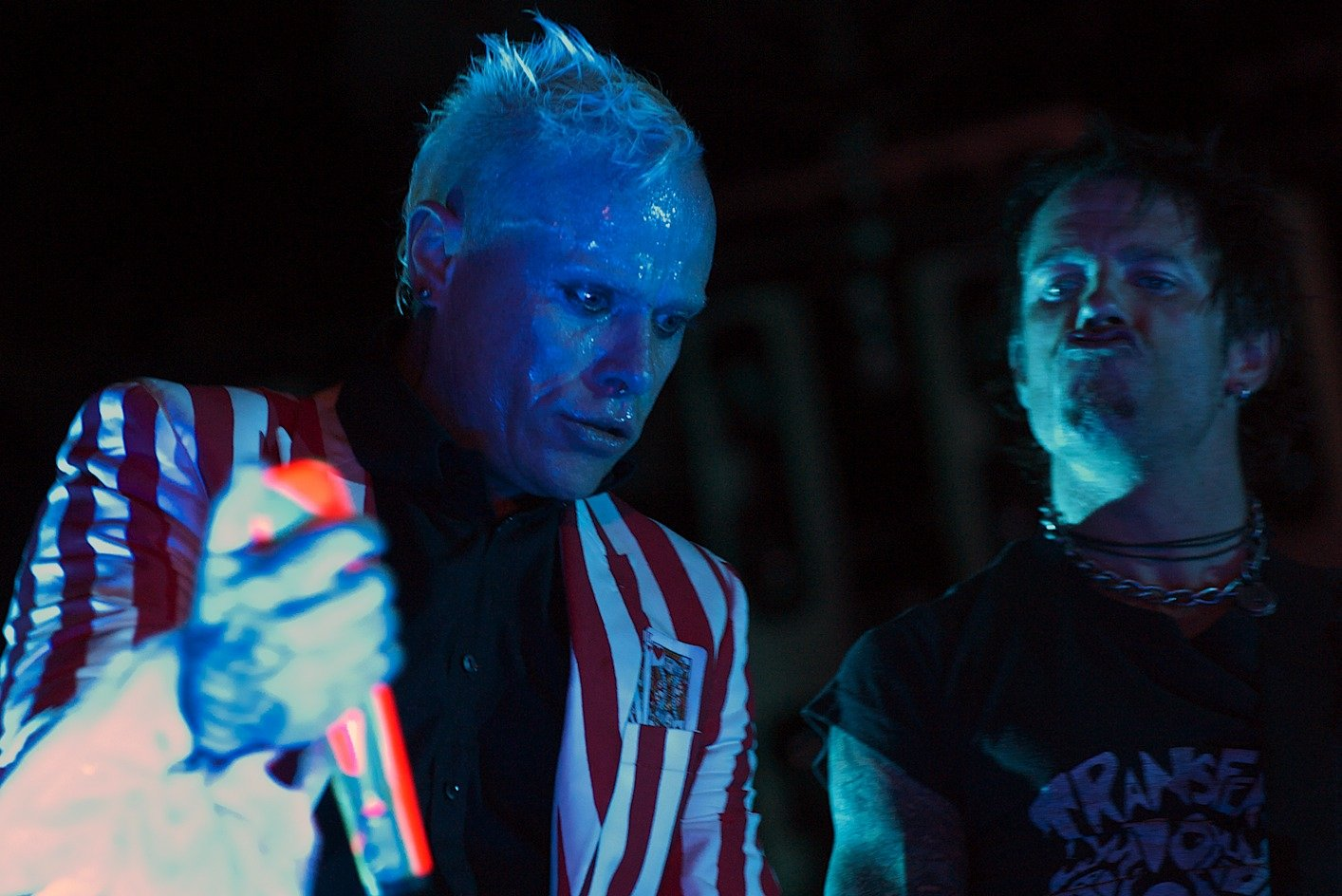
Keith Flint et le guitariste Rob Holliday.

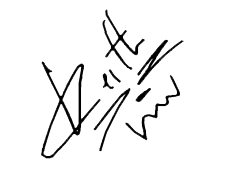
Signature.

Keith Flint rencontre Liam Howlett dans une rave party. Flint lui annonce son goût pour la musique, et reçoit une mixtape de sa nouvelle connaissance, il revient avec beaucoup d'enthousiasme, en insistant sur le fait que Liam devrait faire de la scène, et Keith et son ami Leeroy Thornhill danseraient pour eux. Il est aussi et alors médiatisé pour ses tatouages, ses piercings et ses coiffures excentriques.
À l'origine, Flint est un danseur de groupe, mais en 1996 il participe au chant, en duo avec Maxim Reality, sur le single à succès Firestarter de The Prodigy. Il apparait dans le clip dans un nouveau look punk rock. Il participe sur L'album The Fat of the Land (1997) à plusieurs morceaux comme Breathe, Serial Thrilla, Fuel My Fire et Firestarter.
En 2002, le single Baby's Got a Temper est publié. En 2003, Keith Flint fait connaitre Flint, groupe avec lequel il prévoyait de publier un album Device 1, finalement annulé. Sur l'album Always Outnumbered, Never Outgunned (2004) de Prodigy, Flint ne participe pas au chant mais apparait dans le clip Hotride – El Batori Mix du single Hotride. L'album Invaders Must Die est publié le 23 février 2009, et fait participer Flint sur les morceaux Take Me to the Hospital, Omen, World's on Fire, Run with the Wolves et Colours. 
Flint publie un single intitulé War avec le musicien de dubstep Caspa en 2012.
Son corps est découvert le 4 mars 2019 à son domicile, plusieurs jours après son suicide par pendaison. Le lendemain, le groupe fait un communiqué sur son site web  confirmant le suicide du chanteur et demandant aux fans de respecter la vie privée des proches.

### Vie privée
En 2014, Keith Flint achète et fait rénover le pub The Leather Bottle à Pleshey, dans l'Essex. Il ne tient plus ce pub en 2017.

## Discographie

### The Prodigy
- 1997 : The Fat of the Land
- 2009 : Invaders Must Die
- 2011 : World's on Fire
- 2015 : The Day Is My Enemy
- 2018 : No Tourists